# 立川 (墨田区)
立川（たてかわ）は、東京都墨田区の地名で、旧本所区に当たる本所地域内である。現行行政地名は立川一丁目から立川四丁目。住居表示実施済み区域。

## 概要
竪川の畔から西方を望む風景は富嶽三十六景の一つ、「本所立川」として知られる。しかし、現在、竪川の上には首都高速道路が走っており、日本橋などと同様に往時を偲ぶことは難しい。竪川から数えて二本目の通りはポンコツ通りと呼ばれ、自動車のパーツを取り扱う店舗が並ぶ。また、弥勒寺は江戸名所図会に描かれている。
東京大空襲で最も被害が大きかった地域の一つでもある。空襲で亡くなった二人の関取のうちの一人である枩浦潟達也もこの街の住人であった。
立川（たてかわ）単体での表記では、東京都立川市（たちかわし）と紛らわしいため、旧区名の本所を被せ、「本所立川」と名乗ることもある。本所立川のように、伝統ある本所の名を冠称する習慣は、旧本所区内で日常的に見られる。

## 地理
本所地域の南部に位置し、江東区（森下）との区境に当たる。
河川・橋
- 竪川
  - 二之橋
  - 西竪川橋
  - 竪川橋
  - 新竪川橋
  - 三之橋
  - 菊花橋
- 大横川
  - 南辻橋
  - 菊柳橋

### 地価
住宅地の地価は、2025年（令和7年）1月1日の公示地価によれば、立川2-12-9の地点で59万1000円/m2となっている。

## 歴史
町名の由来は、街の北側の流れる竪川に因み、元は竪川町と称した。1966年（昭和41年）の住居表示制度の実施にあたり、「竪」の字が当用漢字にないため、立川と改称された。

### 沿革
- 1933年 - 林町・菊川町1丁目・徳右衛門町の一部を合わせて竪川町1 - 4丁目とする。
- 1966年 - 立川に改称。併せて北側から振っていた番地を南側から振るように変更。

## 世帯数と人口
2025年（令和7年）3月1日現在（墨田区発表）の世帯数と人口は以下の通りである。
| 丁目       | 世帯数    | 人口    |
| ---------- | --------- | ------- |
| 立川一丁目 | 1,018世帯 | 1,432人 |
| 立川二丁目 | 1,062世帯 | 1,584人 |
| 立川三丁目 | 1,224世帯 | 1,930人 |
| 立川四丁目 | 1,346世帯 | 2,007人 |
| 計         | 4,650世帯 | 6,953人 |

### 人口の変遷
国勢調査による人口の推移。
| 年                 | 人口  |
| ------------------ | ----- |
| 1995年（平成7年）  | 4,455 |
| 2000年（平成12年） | 4,401 |
| 2005年（平成17年） | 4,418 |
| 2010年（平成22年） | 4,999 |
| 2015年（平成27年） | 5,282 |
| 2020年（令和2年）  | 6,132 |

### 世帯数の変遷
国勢調査による世帯数の推移。
| 年                 | 世帯数 |
| ------------------ | ------ |
| 1995年（平成7年）  | 1,907  |
| 2000年（平成12年） | 2,021  |
| 2005年（平成17年） | 2,152  |
| 2010年（平成22年） | 2,769  |
| 2015年（平成27年） | 3,109  |
| 2020年（令和2年）  | 3,824  |

## 学区
区立小・中学校に通う場合、学区は以下の通りとなる（2022年9月時点）。
| 丁目       | 番地 | 小学校             | 中学校             |
| ---------- | ---- | ------------------ | ------------------ |
| 立川一丁目 | 全域 | 墨田区立中和小学校 | 墨田区立竪川中学校 |
| 立川二丁目 | 全域 | 墨田区立中和小学校 | 墨田区立竪川中学校 |
| 立川三丁目 | 全域 | 墨田区立中和小学校 | 墨田区立竪川中学校 |
| 立川四丁目 | 全域 | 墨田区立菊川小学校 | 墨田区立竪川中学校 |

## 事業所
2021年（令和3年）現在の経済センサス調査による事業所数と従業員数は以下の通りである。
| 丁目       | 事業所数  | 従業員数 |
| ---------- | --------- | -------- |
| 立川一丁目 | 77事業所  | 522人    |
| 立川二丁目 | 67事業所  | 741人    |
| 立川三丁目 | 97事業所  | 916人    |
| 立川四丁目 | 85事業所  | 593人    |
| 計         | 326事業所 | 2,772人  |

### 事業者数の変遷
経済センサスによる事業所数の推移。
| 年                 | 事業者数 |
| ------------------ | -------- |
| 2016年（平成28年） | 332      |
| 2021年（令和3年）  | 326      |

### 従業員数の変遷
経済センサスによる従業員数の推移。
| 年                 | 従業員数 |
| ------------------ | -------- |
| 2016年（平成28年） | 2,529    |
| 2021年（令和3年）  | 2,772    |

## 施設

### 教育
- 墨田区立菊川小学校
- 墨田区立菊川幼稚園

### 公園
- 墨田区立菊川公園

## 観光

### 名所・史跡
- 五間堀跡
- 弥勒寺
- 元徳稲荷神社

## 交通

### 鉄道
- 都営地下鉄新宿線  森下駅 - 出入口が設けられている。（所在地：森下）
- 都営地下鉄大江戸線  森下駅 - 出入口が設けられている。（所在地：森下）

### 道路
- 東京都道319号環状三号線（三ツ目通り）
- 東京都道463号上野月島線（清澄通り）
- 首都高速道路・出入口
  - 首都高速7号小松川線

## その他

### 日本郵便
- 郵便番号 : 130-0023[3]（集配局 : 本所郵便局[15]）。

### 警察・消防
- 本所警察署 - 同町周辺の管轄に当たる。（所在地：横川）
- 本所消防署 - 同町周辺の管轄に当たる。（所在地：横川）